# Donal Carey
Donal Carey (* 15. Oktober 1937 in Limerick) ist ein irischer Politiker der Fine Gael und Teachta Dála.
Carey wuchs im County Clare auf und studierte am University College Dublin. Auf der Arbeitnehmerliste wurde er 1981 in den Seanad Éireann gewählt. Schon bei den Wahlen 1982 zum Dáil Éireann gelang es ihm, im Wahlkreis Clare einen Sitz im Unterhaus des Oireachtas zu erhalten und bis 2002 zu behalten.
In der Regierung Bruton wurde Carey am 27. Januar 1995 zum Staatsminister des Taoiseach mit der Zuständigkeit für die Entwicklung der westlichen Landesteile und ländliche Erneuerung (Minister of State at the Department of the Taoiseach (with special responsibility for Western Development and Rural Renewal)) sowie Staatsminister für die Gaeltacht. Mit der Neubildung der Regierung schied er am 26. Juni 1997 aus diesen Ämtern aus. 
Sein Sohn Joe Carey war von 2007 bis 2024 Vertreter im Unterhaus für den Wahlkreis Clare.